# Grandes éxitos (Shakira-album)
A Grandes Éxitos Shakira 2002-ben megjelent spanyol nyelvű válogatáslemeze.

## A lemez tartalma
1. Estoy aquí („Itt vagyok” – Ochoa, Shakira) – 3:53
2. Antología  (Ochoa, Shakira) – 4:11
3. Un poco de amor  („Egy kis szerelem” – Ochoa, Shakira) – 4:00
4. ¿Dónde estás corazón?  („Hol vagy szívem?” – Ochoa, Shakira) – 3:53
5. Que me quedes tú  („Csak te maradj nekem” – Ochoa, Shakira) – 4:49
6. Ciega, sordomuda  („Vak, süketnéma” – Estéfano, Shakira) – 4:29
7. Si te vas  („Ha te elmész” – Ochoa, Shakira) – 3:31
8. No creo (MTV Unplugged)  („Nem hiszem” – Ochoa, Shakira) – 4:14
9. Inevitable  („Elkerülhetetlen” – Ochoa, Shakira) – 3:15
10. Ojos así  („Azok a szemek” – Flores, Garza, Shakira) – 3:59
11. Suerte  (Whenever, Wherever) („Szerencse” – Mitchell, Shakira) – 3:16
12. Te aviso, te anuncio (Tango)  („Értesítelek, jelezlek” – Shakira) – 3:46
13. Tú (MTV Unplugged)  („Te” – O'Brien, Shakira) – 4:52
14. ¿Dónde están los ladrones? (MTV Unplugged)  („Hol vannak a tolvajok?” – Ochoa, Shakira) – 3:29
15. Moscas en la casa  („Legyek a házban” – Shakira) – 3:31